# Саванна (порода кошек)
Саванна — порода кошек. Гибрид домашней кошки и сервала.

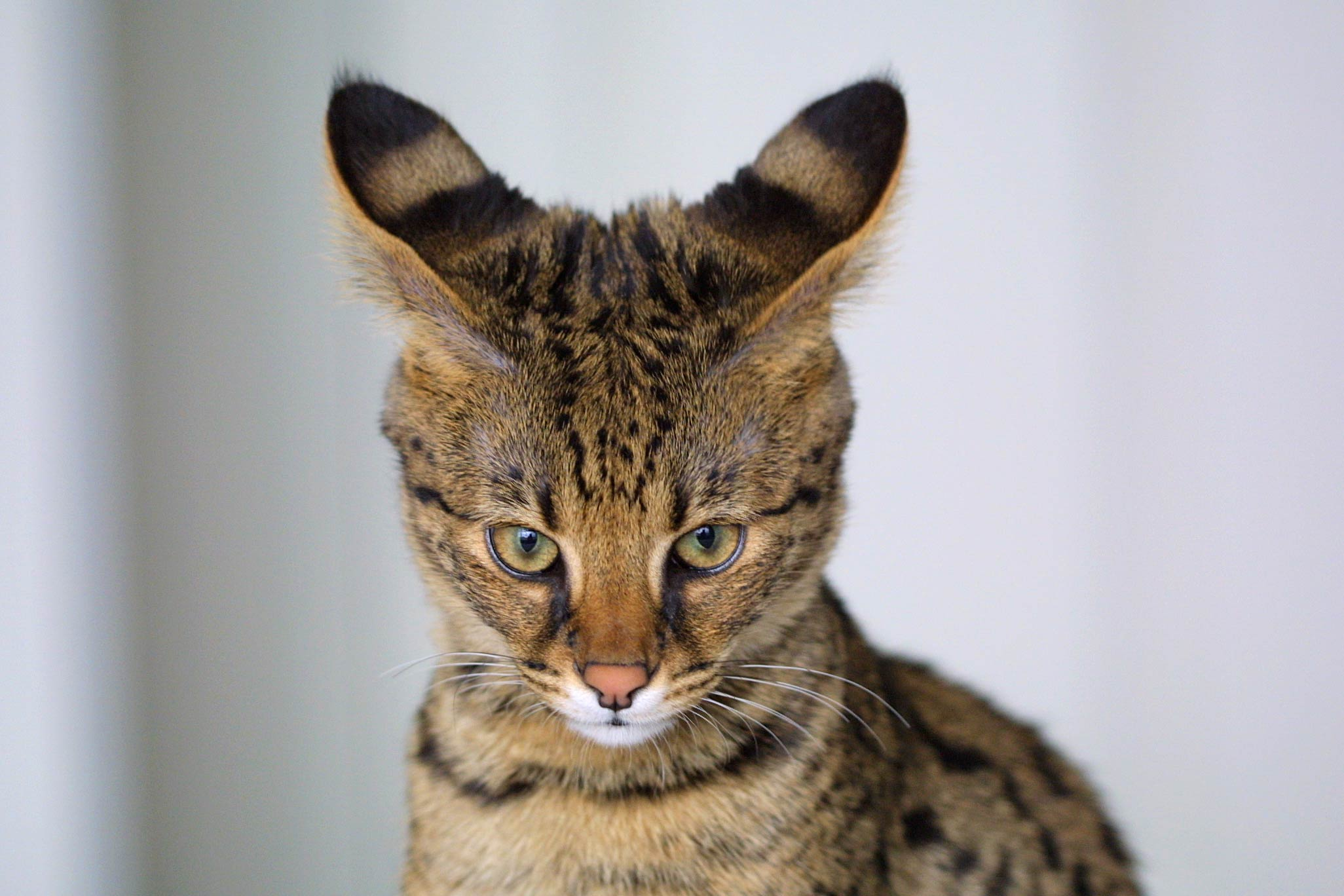
4-месячная саванна первого поколения.

## История появления
Эту породу начали разводить в США в 2001 году. Селекционеры стремились создать домашнюю кошку большого размера с экзотическим диким окрасом, но с покладистым характером домашней кошки, адаптированной для комфортного содержания в домашних условиях.
  
Саванна (код породы, принятый в TICA, — SV) является гибридной породой, полученной результатом скрещивания дикого африканского сервала (Leptailurus serval) и домашней кошки (изначально использовали такие породы как египетская мау, ориентальная короткошерстная, оцикет и бенгальская кошка). На сегодняшний день заводчики предпочитают чистые вязки Сервал X Саванна или Саванна X Саванна, стараясь избегать вливаний других пород.
Впервые это смогла сделать Джуди Френк.
Первые два котёнка родились 7 апреля 1986 года. Патрик Келли вместе с заводчиком Джойсом Сроуфе разработал основы стандарта новой породы. Они были приняты Международной ассоциацией кошек — TICA. Официально данная порода была признана и зарегистрирована только в 2001 году.
В 2015 году кошки породы Саванна были признаны самыми дорогими в мире.

## Характерные признаки породы
Саванна является крупной кошкой. Её рост в холке достигает 60 см, а вес доходит до 15 кг. Отличительные особенности саванны — продолговатое тело, вытянутая шея, длинные лапы, большие округлые уши и густая пятнистая шерсть. Саваннам нужно около 3 лет, чтобы достичь своего максимального размера.
Окрасы у породы: бурый, шоколадный, серебристый, золотистый или циннамон табби.
Глаза: достаточно крупные, округлые, широко расставленные, с желтоватой, золотистой или зеленоватой радужкой. Уши: широко расставленные, достаточно крупные, опушенные по внутреннему краю, с закругленными кончиками.

## Характер и образ жизни

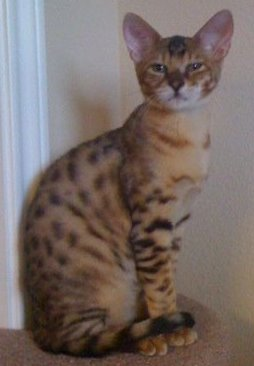
Саванна F3 в возрасте 1 года

Кошки этой породы спокойные. Они хорошо приспосабливаются к жизни в любых условиях, но при этом требуют много места для постоянного движения, любят бывать на свежем воздухе, не боятся воды. Саванна легко уживается с другими домашними животными. За их преданность хозяину кошек этой породы сравнивают с собаками.

## Разведение и селекция

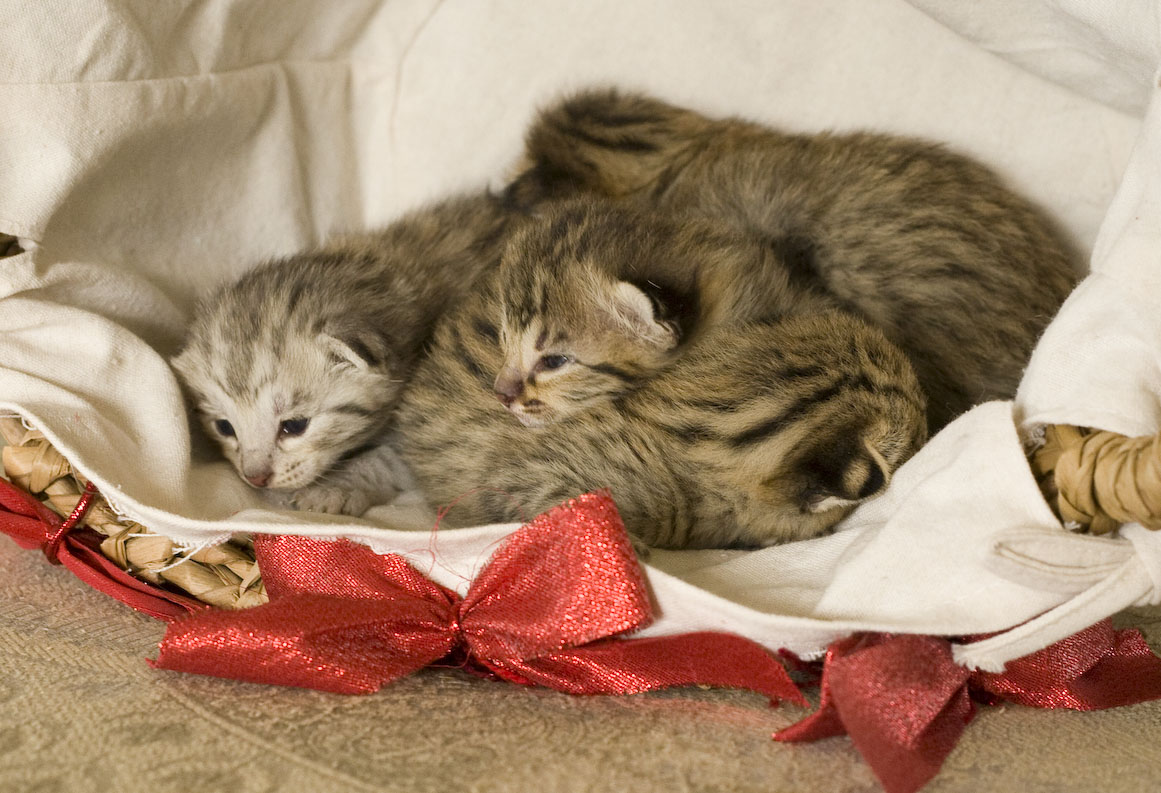
Котята саванны

Для этих целей чаще всего используются бенгальские кошки. Используются помимо этого ориентальные короткошерстные, сиамские и египетские мау, беспородные домашние кошки. От используемой породы зависит окрас гибрида. Потомки мужского пола до четвёртого поколения стерильны. От наличия процента крови африканского сервала зависит стоимость кошки. Первое поколение саванн обозначается, как F1. У F1 имеется 50 % крови сервала. Кошек первого поколения чаще всего скрещивают с бенгалами. Второе поколение саванн обозначается, как F2. У F2 имеется 29 % крови сервала. Дальнейшие обозначения делаются по такому же принципу, чем больше цифра после F, тем меньше крови сервала у кошки. Обозначения доходят до цифры 7. Если саванну скрестить опять с сервалом, то потомки будут иметь 75—80 % его крови и внешне будут похожи на сервала.